# Argumento da indústria nascente
O argumento da indústria nascente é um argumento econômico utilizado como justificativa para medidas protecionistas. É um dos temas mais antigos na história do pensamento econômico. Os principais tópicos relacionados são: a eficácia da intervenção governamental sobre determinados ramos de produção, externalidades positivas e o potencial de vantagem comparativa (ou vantagem comparativa dinâmica).

## Evolução do argumento e críticas
Um dos pioneiros na análise do tema da indústria nascente foi Stuart Mill, que afirmou em um de seus livros:
Seguindo os princípios da economia política, o único caso em que medidas protecionistas poderiam ser defendidas ocorreria quando estas fossem impostas temporariamente (especialmente em nações jovens e em processo de desenvolvimento). Isto, na tentativa de naturalizar determinada indústria em adequação às circunstâncias do país em questão. A superioridade de um país sobre outro numa ramificação de produção ocorreria apenas por ter começado mais cedo. Pode haver uma irrefutável vantagem na capacidade produtiva entre um país e outro, mas seria apenas uma superioridade presente de habilidades e experiências adquiridas. Um país com habilidades e experiências a adquirir pode ser mais adaptável à produção do que aqueles que já se encontravam no campo de produção. Porém, não podemos esperar que indivíduos por si mesmos devam se aventurar em empreendimentos de risco, introduzir novos produtos e encarar o fardo de administrar os altos custos no início, até as habilidades de produção alcançarem o nível das firmas tradicionais. Uma tarifa protecionista, mantida durante certa faixa de tempo, pode ser a medida menos inconveniente com o intuito de sustentar a firma em questão no seu processo de "amadurecimento". Porém, há uma forte condição de que a proteção tenha um limite claro de duração. Deve ser assegurado o gradual decrescimento da proteção até que possa ser dispensado pela indústria; e os produtores domésticos não podem esperar que a proteção vá muito além do tempo realmente necessário para a indústria em questão se tornar competitiva.
Friedrich List foi o primeiro a analisar o argumento com maior profundidade. Ele escreve no livro The National System of Political Economy que a proteção da indústria nascente deve ser removida gradativamente até que esta se torne independente. Ele admite que uma nação possa sacrificar parte do conforto presente em nome de uma maior prosperidade futura, com firmas mais produtivas. Contudo, ele previne que a proteção seria justificável apenas se a nação conseguisse manter a indústria favorecida com capacidade de competir com o mesmo grau de eficiência que outras indústrias estrangeiras. Afinal, a proteção pode provocar algumas distorções no mercado, por isso não deve ser feita sem razão ou fundamento.
Robert Baldwin acrescenta que, existindo uma expectativa de que uma indústria tenha potencial de vantagem comparativa sobre outras, as firmas nesta indústria conseguiriam captar recursos do mercado de capitais para cobrir os custos iniciais excessivos, não necessitando de ajuda alguma (problema de informação assimétrica). Mas ele não observa a questão de maior aversão ao risco do setor privado em relação ao setor público, chamada de miopia.
Para Harry Johnson, o caso da indústria nascente é explicitamente dinâmico, ou melhor, um argumento para intervenção temporária com a finalidade de corrigir uma distorção transitória. A justificativa para a proteção teria então que assumir que esta deve durar na proporção em que a indústria realmente necessita. O argumento da indústria nascente se baseia em um caso de proteção temporária, na alegação de que a firma poderia finalmente se estabelecer e ser capaz de competir nas mesmas condições das indústrias estrangeiras dentro do mercado interno ou no mercado mundial. Havendo custos excessivos, porém temporários, nos estágios iniciais, essa indústria jamais seria capaz de se firmar contra a competição aberta internacional, ou isso demoraria muito tempo. O argumento indica então que a abertura comercial, em países menos desenvolvidos, traria uma ineficiência social na alocação de recursos. Setores com potencial de vantagem comparativa estariam sendo desperdiçados, pois não conseguem atrair investimentos quando há forte competição externa. Assim sendo, o gasto incorrido na proteção seria um tipo de investimento, considerando que traria um benefício futuro com a maior produtividade industrial.
Paul Krugman também analisa o tema, mas com um ponto de vista mais cético. Ele argumenta que é difícil saber o momento adequado para proteger a indústria. Também alerta sobre a possibilidade de grupos de interesse utilizarem o argumento para favorecerem setores onde há uma relação de troca de interesses, algo recorrente no Brasil, por exemplo.
Krugman admite que o argumento seria justificável quando o mercado de capitais do país fosse imperfeito, mas nesse caso, seria melhor torná-lo mais eficiente em vez de proteger qualquer indústria. Também ressalta o caso da apropriabilidade, quando uma firma não consegue se apropriar dos benefícios intangíveis por ela produzidos, ou seja, no caso em que o custo social excede o custo privado. Neste caso, seria interessante o governo incentivar estas firmas a entrarem neste mercado, o que promoveria externalidades positivas para a sociedade e outras firmas.
Outra crítica plausível contra o argumento é o fato das políticas protecionistas distorcerem o mercado. Tarifas protecionistas e quotas de importação (não muito convencional) provocam distorções de sub-produto, gerando então peso-morto. O uso de subsídios seria uma alternativa de proteção, porém, em países menos desenvolvidos (LDC), o uso de subsídios é praticamente inaplicável, pois quem arca com os custos é o próprio governo, que pode não ter dinheiro o suficiente nem apoio popular para isso.
O protecionismo também pode afetar outros setores que utilizam o produto tarifado como insumo, principalmente setores de exportação. Desta forma, um setor produtivo acaba sendo protegido em detrimento da desproteção de outros, havendo ainda dificuldade por parte do do governo em medir o nível ótimo de proteção. O argumento da indústria nascente é muito utilizado para justificar políticas de substituição de importação, em oposição às políticas de promoção de exportação, comuns nos países do leste e sudeste asiático, que apresentaram grau de desenvolvimento elevado a partir dos anos 1980.
Uma tarifa sobre determinado tipo de bem importado poderia ser o equivalente, por exemplo, a uma política que taxasse exportações numa intensidade semelhante. Isso, supondo um caso em que importações de bens intermediários entrassem direta ou indiretamente nas atividades de exportação. Quanto mais forte a relação de dependência entre estes setores, mais danoso seria o impacto sobre as exportações de uma tarifa contra as importações. Um exemplo disso seria a questão da restrição de importação proibitiva sobre os microcomputadores no Brasil. Um protecionismo levado ao extremo, que praticamente anulou a competição externa deste tipo de bem no país. Apesar da intervenção, os computadores brasileiros permaneceram mais caros e de menor qualidade do que os seus similares externos. Com o tempo, os preços declinaram e a qualidade melhorou, mas as firmas deste ramo de produção nunca conseguiram alcançar a razão qualidade/preço dos seus rivais externos. Outras indústrias sentiram-se prejudicadas, pois não poderiam ter acesso a um produto que facilitaria a sua produção e até mesmo baratearia os custos e conseqüentemente os preços. Assim, a política de proteger a indústria de informática trouxe um custo inadequado para outros setores. Não apenas isso, mas inviabilizaram-se investimentos em setores que poderiam crescer com os menores custos dos computadores importados, como a indústria de Softwares e de periféricos.

## Analogia com a Teoria das patentes
Harry Johnson faz uma analogia sobre a indústria nascente e a teoria das patentes e direitos autorais. O sistema de patentes tem o objetivo de encorajar a produção de novos conhecimentos e tecnologias pelo setor privado, fornecendo ao investidor um monopólio de duração temporária sobre a exploração do conhecimento. Em contrapartida, a sociedade obteria, no longo prazo e após a expiração da patente, acesso livre ao conhecimento criado e induzido por um monopólio temporário. No caso da indústria nascente, o investimento na aquisição de conhecimentos produtivos é financiado, ao menos parcialmente, através de medidas protecionistas (subsídio ou tarifa). Em retorno, após a remoção da proteção, a sociedade recebe acesso a benefícios na forma de menores custos de produção ou maiores rendimentos dos fatores de produção. Comparando os dois argumentos, pode-se dizer que: no sistema de patentes, o investidor privado financia o seu próprio investimento inicialmente e é recompensado pela sociedade somente se o investimento é socialmente vantajoso, enquanto que na proteção pelo argumento da indústria nascente, a sociedade financia o investimento diretamente e depende da firma financiada para tornar o investimento vantajoso. Em certas circunstâncias, o sistema de patentes pode não funcionar corretamente, por exemplo: quando o setor privado sobre-valoriza o risco excessivamente (é altamente avesso ao risco) ou quando há uma baixa credibilidade deste método, que ocorre quando há muita facilidade na quebra de patentes (como no caso de pirataria de Softwares), o que eleva a percepção de risco.